# Заволоко, Иван Никифорович
Ива́н Ники́форович Заволо́ко (17 декабря 1897, Режица Витебской губернии, ныне Резекне, Латвия — 7 марта 1984, Рига) — выдающийся деятель старообрядчества, наставник, историк, журналист, краевед, фольклорист, собиратель русских древностей, педагог и просветитель.

## Ранние годы
Родился 17 декабря 1897 года в семье режицкого железнодорожного сторожа Никифора Максимовича Заволоко, старообрядца федосеевского согласия, и полоцкой мещанки Киликии Ивановны Зуевой. Совместная жизнь родителей не сложилась. До 8-летнего возраста воспитывался у бабушки в Двинске (ныне Даугавпилс), где получил первые познания в церковнославянской грамоте. Переехав с матерью в Ригу, жил в Задвинье и посещал Гребенщиковское училище. В 1908 году поступил в Рижское реальное училище Петра I. Окончил его в 1917 году в Таганроге, куда училище было эвакуировано во время Первой мировой войны. Поступил в московскую Петрово-Разумовскую академию, где освоил основы естественных наук и пчеловодства. Октябрьская революция прервала учёбу.

## Пражский период
Вернувшись в Ригу в 1919 году, в том же году по рекомендации Рижской Гребенщиковской старообрядческой общины поступил в пражский Карлов университет сначала на исторический факультет, затем на Русский юридический факультет, действовавший с 1922 под протекторатом Карлова университета). С 1925 посещал Кондаковский семинарий, основанный учениками известного византиниста Н. П. Кондакова (1844—1925) для изучения взаимовлияний византийского и древнерусского искусства, быта и искусства восточных народов, истории искусств. Участие в нём в разное время принимали известные учёные и философы — М. А. Андреева, Н. М. Беляев, Г. В. Вернадский, А. П. Калитинский, Н. О. Лосский, А. П. Калитинский. С Кондаковским семинарием Заволоко поддерживал контакты до середины 1930-х.
Общался с представителями евразийства Г. В. Флоровским и П. Н. Савицким, преподававшими на Русском юридическом факультете. В евразийстве его привлекала идея особой духовной миссии России на фоне бездуховности Запада и стремление воссоздать российскую государственность на основе православия. К 1927 отношение к евразийцам стало скептическим, так как стали неприемлемыми примиренческие настроения евразийцев касательно процессов в СССР, а построение новой евразийской культуры оказалось утопией.
Познакомился с деятельностью сложившегося к 1923 Русского студенческого христианского движения (РСХД) и его лидерами (Г. В. Флоровский, В. В. Зеньковский). Опыт РСХД использовал при создании Кружка ревнителей русской старины (1927—1940). Участвовал в подготовке праздника «День русской культуры» (1925), в качестве помощника входил в организационный комитет, которым руководила графиня С. В. Панина и участвовали А. А. Кизеветтер, С. Завадский, Н. А. Бердяев.

## Рижский период
Окончив Русский юридический факультет в 1927 со степенью кандидата права, Заволоко вернулся в Ригу. Здесь окончил педагогические курсы и с октября 1930 по июнь 1940 работал преподавателем правоведения в русских учебных заведениях — Рижской государственной гимназии и в Рижской городской 5-й основной школе. Одновременно был лектором старообрядческих законоучительских курсов в Риге, Вильне, Даугавпилсе, председателем религиозно-просветительских курсов в Стропах (Даугавпилс). Был одним из воспитателей рижской группы «соколов» (членов военно-спортивной организации). Разрабывал учебную программу для учащихся-староверов основных школ Латвии; организовывал религиозно-просветительские курсы для наставников и вероучителей.
Общался с членами латвийского отделения РСХД. В качестве гостя участвовал в съезде РСХД в Прибалтике (1928). Встречался с Н. А. Бердяевым, В. В. Зеньковским, Л. А. и В. А. Зандер во время их пребывания в Риге.
Входил в состав совета РГСО, занимал должность товарища председателя Старообрядческого общества в Латвии. В 1927 учредил Кружок ревнителей русской старины, ядро которого составили К. А. Павлов, А. К. Фомичёв, К. Р. Портнов, В. Ф. Фадеев, Д. В. Фомина. По инициативе Заволоко кружок с 6 ноября 1927 по июль 1933 издавал журнал «Родная старина». Осенью 1930 по инициативе Заволоко при кружке ревнителей работал религиозно-педагогический семинар для подготовки учителей старообрядческих воскресных школ. В феврале 1931 при активном участии Заволоко и членов кружка ревнителей при РГСО открылась детская воскресная школа, действовавшая до 1938.

## Репрессии
17 июня 1940 стал наставником Резекненской кладбищенской общины. 9 октября был арестован НКВД. 17 лет пребывал в лагерях (1941—1949) и ссылке (1949—1958) на поселении в селе Северное Новосибирской области. В Сибири составил «Травник», сведения которого спасли жизнь многим заключенным и конвоирам. Из-за тяжелого осложнения после гриппа в 1944 году ему ампутировали ногу. Закончил фельдшерские курсы, работал лаборантом в поликлинике Северного, санчасти и районной больнице, за что удостоился почётной грамоты. Вернулся в Ригу в 1959 году.

## Журналистская и литературная деятельность
Заволоко был фактическим редактором журнала «Родная старина» и автором большинства статей, подписанных полным именем или псевдонимами Иван Никифоров, Староверец, Летописец, Любитель, Изограф, литерами: С., Н., О., З-О, И. Н., И. Н. З.. Среди 75 тематически разнообразных статей ряд посвящён древнерусскому зодчеству («Псково-новгородское церковное зодчество», «Московское церковное зодчество» и др.), монастырям («История Соловецкого монастыря», «Выгорецкий монастырь — хранитель церковной старины» и др.), летописанию и книжному делу, иконописанию и выдающимся изографам («О преподобном иконописце Андрее Рублеве», «Техника древнерусской живописи» и др.), певческому искусству («О знаменном распеве», «О церковном песнопении женщин в древности» и др.), истории староверия и персоналиям («Ряпино», «Житие Феодосия Васильева», «Епископ Павел Коломенский» и др.). Как редактор «Родной старины» вёл обширную переписку, например, с А. М. Ремизовым, И. С. Шмелевым, Н. К. Рерихом.
В 1935—1939 был редактором издаваемого в Риге «Древлеправославного (старообрядческого) календаря», в 1937—1939 входил в состав редакции «Русского ежегодника». Кроме того, Заволоко сотрудничал в таких периодических изданиях, как «Слово» (был секретарем в 1928—1929), «Сегодня», «Русский вестник», «Голос народа», «Наша газета», «Мой двор» (бесплатное приложение к газете «Наш голос», Даугавпилс, 1940), «Маяк», «Рижский курьер».
До 1940 издал ок. 10 книг, посвящённых духовной культуре старообрядцев и истории их расселения на прибалтийских землях: «О старообрядцах г. Риги: исторический очерк» (1929), «Учебник по Закону Божию» (1933, 1936), «История Церкви Христовой» (1937), «Духовные стихи старинные» (вып. 1, 1933; вып. 2, 1937). В двух альбомах собраны образцы узоров и вышивок из русских старообрядческих деревень Латвии, Литвы, Эстонии, Польши и Закарпатья (1929, 1939).
РГСО в конце ХХ в. переиздала некоторые его довоенные работы: «Учебник по Закону Божию для старообрядцев» (1989), «История Церкви Христовой» (1990), «О старообрядцах города Риги» (1993).
Заволоко сотрудничал в «Старообрядческом церковном календаре», издание которого возобновлено РГСО в 1954. В «Старообрядческом церковном календаре» опубликованы его исследования о Стоглавом соборе, Выго-Лексинском общежительстве, боярыне Морозовой, Иване Фёдорове, византийском искусстве. Последняя публикация о протопопе Аввакуме вышла за два года до смерти.

## Археография
В начале 1930-х годов обследовал собрание рукописей в книжнице РГСО и обнаружил второй список литературного шедевра XIII века «Слово о погибели Русской земли», о чём сообщил в газете «Сегодня» 2 мая 1934.
Возвращению из ссылки содействовал старший научный сотрудник Института русской литературы (Пушкинский Дом) В. И. Малышев. Заволоко стал внештатным сотрудником ИРЛИ[уточнить] и участвовал в археографических экспедициях. Знания и личные знакомства позволили ему значительно пополнить коллекцию древнерусских рукописей ИРЛИ, где в 1949 году при секторе древнерусской литературы было создано Древлехранилище. Участвовал в подготовке археографических экспедиций Пушкинского Дома в Эстонии (1958 и 1961), выезжал в Новосибирск, Серпухов, Москву, Ленинград, привозя в ИРЛИ найденные раритеты. В 1966 году обнаружил и в 1968 году передал в дар ИРЛИ «Пустозерский сборник» (1670), содержащий автографы житий Аввакума и Епифания и их рисунки. Научное открытие широко отметила русская и зарубежная пресса («Вечерний Ленинград», 20 марта 1968; «Русские новости», Париж, 19 апреля 1968; «Известия», 22 мая 1968). В Древлехранилище ИРЛИ в 1974 году образовался фонд И. Н. Заволоко, состоящий из его рукописного собрания и личного архива.

## Последние годы
В последние годы жизни много болел. Умер от воспаления лёгких. Погребён по завещанию на старообрядческом кладбище в Резекне, рядом с могилой отца.

## Книги
- Альбом старинных русских узоров. Рига, 1929
- О старообрядцах г. Риги: исторический очерк. Рига, 1929
- Учебник по Закону Божию. Рига, 1933, 1936
- Святые отцы о праздновании Пасхи. Рига, 1935
- История Церкви Христовой. Рига, 1937
- Духовные стихи старинные. Вып. 1, Рига, 1933; вып. 2, Рига, 1937
- Древнерусская вышивка. Рига, 1939